# Mount Fedallah
Mount Fedallah är ett berg i Antarktis. Det ligger i Västantarktis. Argentina, Chile och Storbritannien gör anspråk på området. Toppen på Mount Fedallah är 1 250 meter över havet.
Terrängen runt Mount Fedallah är kuperad österut, men västerut är den bergig. Trakten är obefolkad. Det finns inga samhällen i närheten.